# Flagge Gibraltars

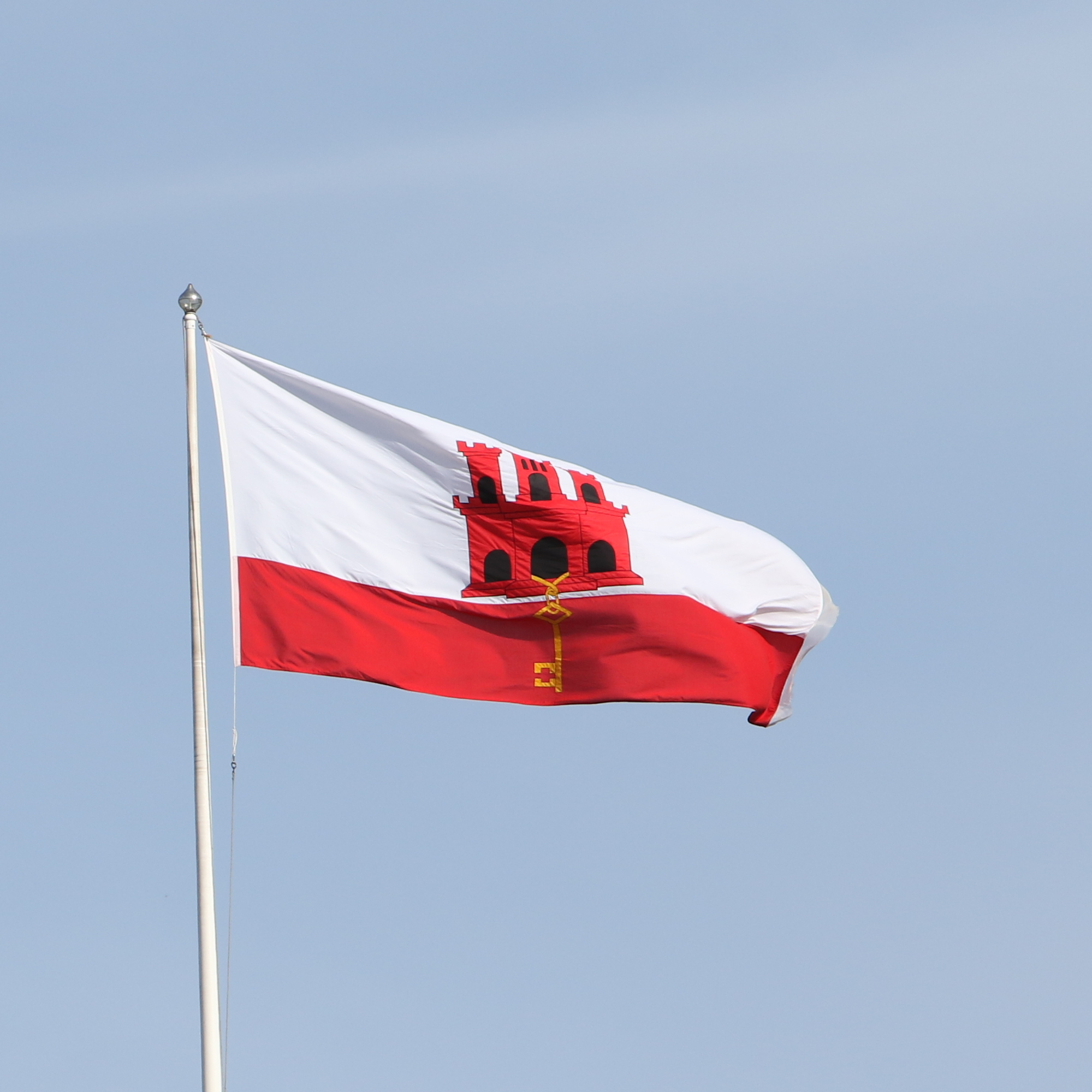
Flagge Gibraltars, London

Die Flagge Gibraltars besteht aus zwei horizontalen Streifen: oben, in doppelter Breite, weiß und unten rot. In dem weißen Streifen ist eine dreitürmige rote Burg dargestellt. Aus dem Burgtor hängt ein goldener Schlüssel.
Sie ist seit dem 8. November 1982 die offizielle Flagge Gibraltars. Im Gegensatz zu den anderen Flaggen britischer Überseegebiete hat sie keinen Union Jack als Gösch, daher wird sie zuweilen zusammen mit dem Union Jack gehisst.